# Mga (città)
Mga è una cittadina della Russia europea nordoccidentale, situata nella oblast' di Leningrado (rajon Kirovskij).
Si trova nella parte centrale della oblast', sulle sponde del piccolo fiume omonimo, alcune decine di chilometri ad est della metropoli di San Pietroburgo.